# Aricia debrosi
Aricia debrosi är en fjärilsart som beskrevs av Beuret 1960. Aricia debrosi ingår i släktet Aricia och familjen juvelvingar. Inga underarter finns listade i Catalogue of Life.